# Gorleben
Gorleben ist eine Gemeinde in der Samtgemeinde Gartow im Landkreis Lüchow-Dannenberg im äußersten Nordosten von Niedersachsen. Die Region wird auch als Wendland bezeichnet. In der Nähe des Ortes befindet sich das bekannte Brennelemente-Zwischenlager Gorleben.

## Geographie
Der kleine Ort liegt direkt am linksseitigen Ufer der Elbe (deutscher Fluss-Kilometer 492) auf etwa 20 Metern über Normalnull. Während sich östlich, nördlich und nordwestlich die als Biosphärenreservat Niedersächsische Elbtalaue geschützte Elbe-Flusslandschaft ausdehnt, schließt sich im Süden ein großes Kiefernforstgebiet an, die so genannten „Gartower Tannen“. Dieser größte zusammenhängende deutsche Privatwald, der im Eigentum des Grafen  Bernstorff zu Gartow steht, befindet sich auf einer ausgedehnten Flugsandanhöhe, die durch periglaziale Prozesse entstanden ist. Die gesamte Region bis zur Hügelkette des Drawehn im Westen liegt innerhalb des Elbe-Urstromtals, das als Schmelzwasser-Hauptrinne zuletzt während der Weichseleiszeit geformt wurde. Biogeografisch wird die Gegend bereits zum subkontinental beeinflussten Nordostdeutschen Tiefland gezählt (vergleiche auch: Naturräumliche Haupteinheitengruppe „Wendland und Altmark“). Naturkundlich bemerkenswert ist die östlich von Gorleben liegende Erhebung des Höhbeck, die aus der Elbtalniederung inselartig aufragt.

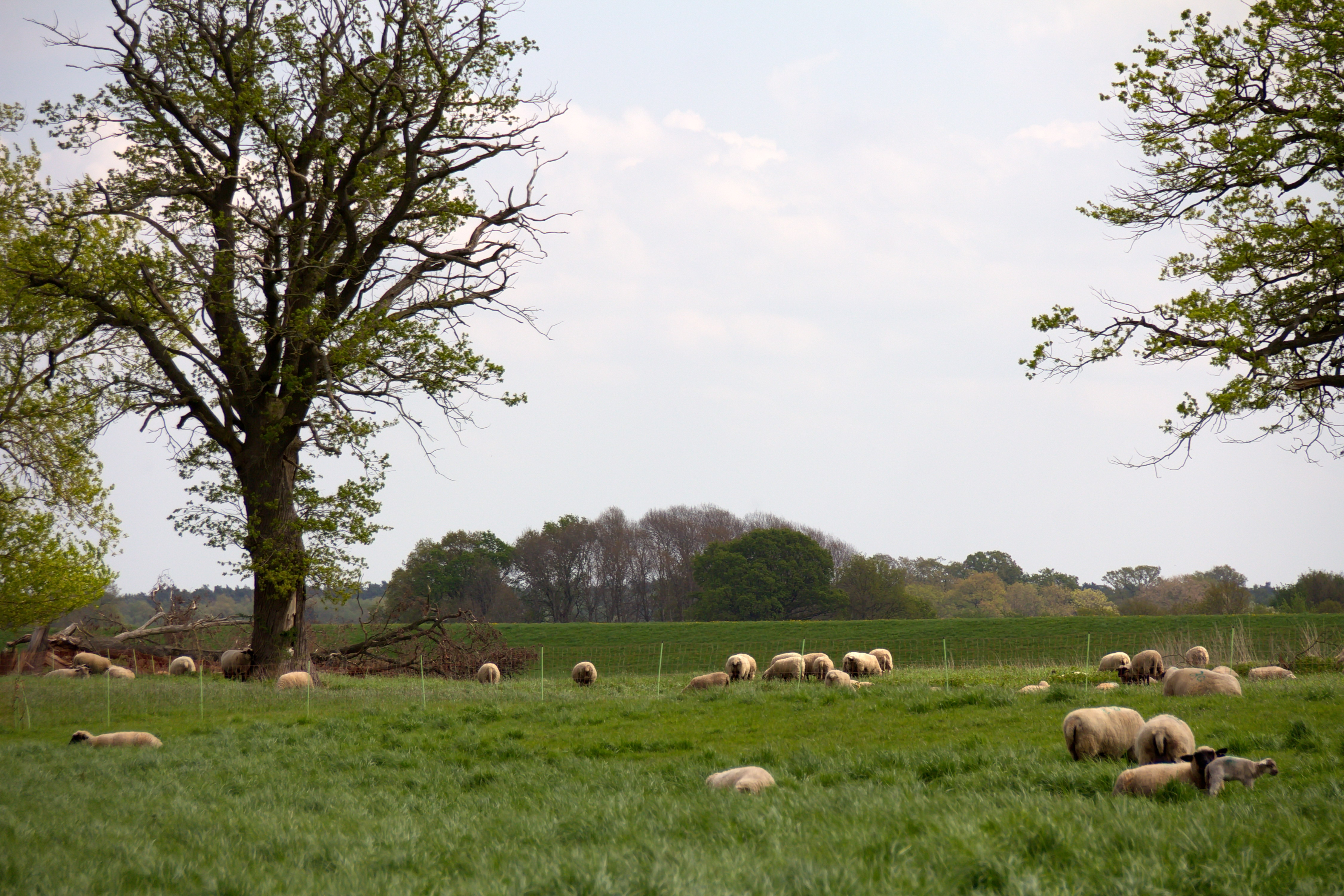
Schafherde in der Elbaue
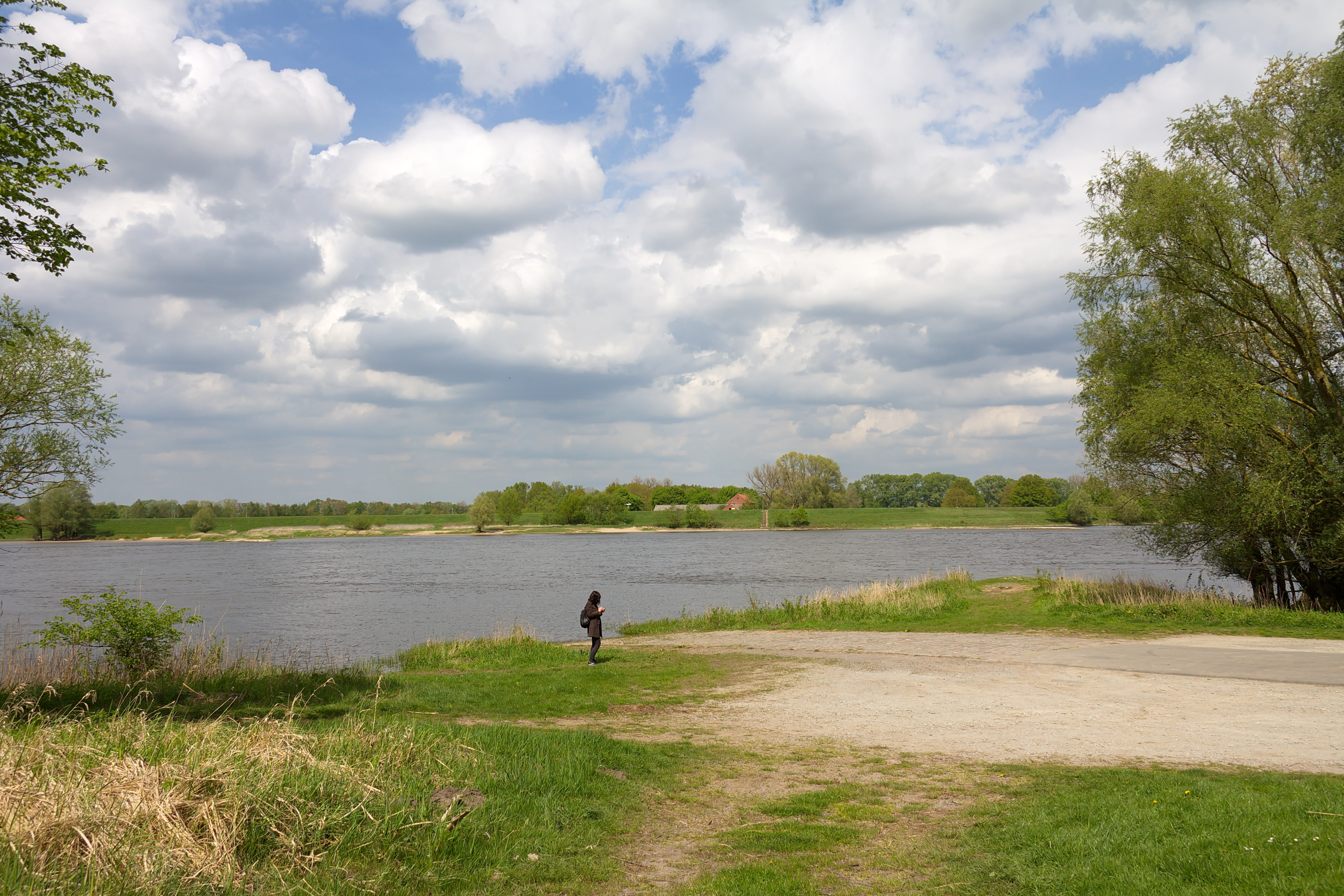
Elbzufahrt

## Geschichte
Gorleben wurde 1360 erstmals durch Urkunde der Herrschaft zu Dannenberg (Elbe) erwähnt. Der Name „Gorleben“ leitet sich vermutlich aus „Goor“ (Schlick; slawisch Gor jedoch „Berg“) und „leben“ (Erbe) ab. Zum Zeitpunkt der Ersterwähnung hat eine Burg im Ort bestanden. 1426 wurde sie an die Herren von Bülow verkauft, dabei wurden eine Ober- und eine Unterburg erwähnt. Nach einer erneuten Erwähnung 1449 erscheint sie nicht mehr in der historischen Überlieferung. Bis 1998 war noch ein Teil des Burggrabens zu sehen.
Am 1. Juli 1972 wurde die Nachbargemeinde Meetschow eingegliedert.
Bundesweite und internationale Bekanntheit erlangte die Gemeinde Gorleben durch die Pläne für die Einrichtung eines nationalen Endlagers für radioaktiven Abfall sowie die regelmäßig unter starken Protesten stattfindenden Atommülltransporte ins bereits bestehende oberirdische Zwischenlager im Wald südlich des Ortes.
Die Gemeinde profitierte finanziell massiv von der Ansiedlung atomrechtlicher Einrichtungen und gehört zu den reichsten Gemeinden Niedersachsens.
Die Ratsherren der Gemeinde stimmten der Einrichtung des Zwischenlagers 1981 zu, obwohl sie sich ursprünglich gegen das Lager ausgesprochen hatten. Der Entschluss war einstimmig. Die absolute Mehrheit des Rates hatte die CDU. Sowohl Bundeskanzler Helmut Schmidt als auch Oppositionsführer Helmut Kohl hatten im Vorfeld die Gemeinde aufgesucht, um die Ratsherren zu überzeugen. Bei den 4 Monate nach der Entscheidung stattfindenden Wahlen errangen die Gegner des Lagers aus dem Stand ca. 20 % der Stimmen. Nach der Entscheidung veränderte sich in der Region das Zusammenleben nachhaltig.

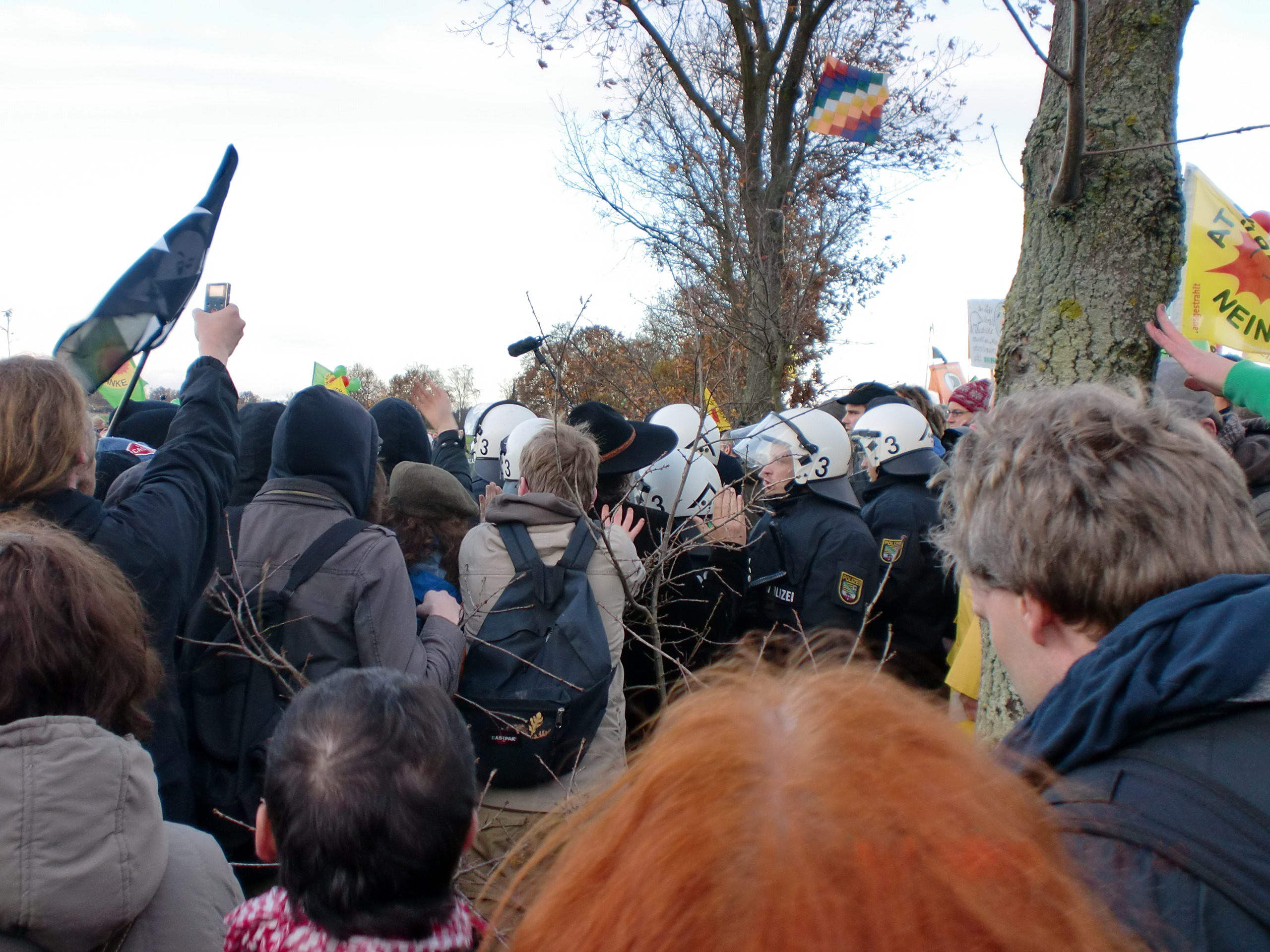
Aufeinandertreffen von Demonstranten und Polizisten bei Gorleben

Im April 1984 verschärfte sich die Situation vor Ort, als Demonstranten erstmals alle Zufahrtsstraßen ins Wendland blockierten. Der erste Transport fand im Oktober 1984 statt. Seit 1989 findet jeden Sonntag das Gorlebener Gebet statt.
1995 fand erstmals ein Tag X in Zusammenhang mit den Castortransporten statt. Seitdem finden entsprechende Transporte beinahe jährlich statt. Im Rahmen der Transporte kommt es immer wieder zu massiven Auseinandersetzungen zwischen Kernkraftgegnern, lokalen Bauern und der Polizei. Da die Bauern in der Vergangenheit wiederholt Traktoren im Rahmen ihrer Proteste verwendeten, werden diese im Vorfeld nun regelmäßig von der Polizei beschlagnahmt und in ein Zentrallager gebracht.

## Politik
Die Gemeinde Gorleben gehört zum Landtagswahlkreis Elbe und zum Bundestagswahlkreis Lüchow-Dannenberg – Lüneburg.

### Gemeinderat
Der Rat der Gemeinde Gorleben setzt sich aus neun Mitgliedern zusammen. Die Ratsmitglieder werden durch eine Kommunalwahl für jeweils fünf Jahre gewählt.

Bei der Kommunalwahl 2021 ergab sich folgende Sitzverteilung:
| Gemeinderat 2021Insgesamt 9 Sitze - Grüne: 2 - WG: 7 |

### Gemeindegliederung
Die Gemeinde Gorleben besteht seit der Gemeindegebietsreform von 1972 aus zwei Ortsteilen:
- Gorleben
- Meetschow

### Gemeinderat
Der Rat der Gemeinde Gorleben hat neun Mitglieder, die sich seit der Kommunalwahlen in Niedersachsen 2016 auf folgende Wählergruppen und Parteien verteilen:
- Wählergemeinschaft Gorleben (WG): 7 Sitze
- GRÜNE: 1 Sitz
- Unabhängige Wählergemeinschaft (UWG): 1 Sitz

### Bürgermeister
Bürgermeister der Gemeinde Gorleben ist Klaus Hofstetter (WG).

## Kultur und Sehenswürdigkeiten

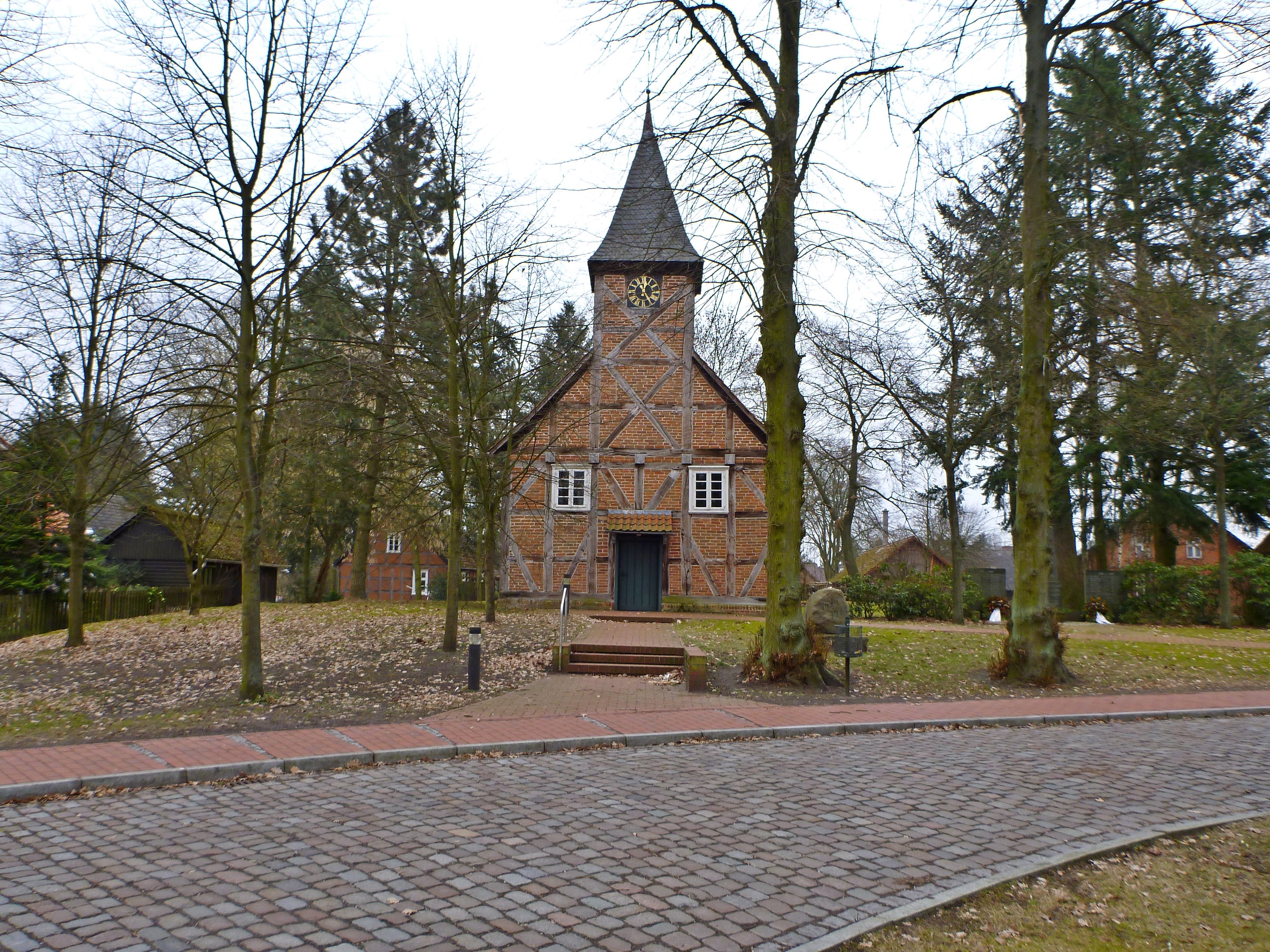
Kapelle in Gorleben

Neben der Kapelle Gorleben und der Dorfkirche Meetschow befinden sich alle Baudenkmale in der Liste der Baudenkmale in Gorleben. In der Liste der Bodendenkmale in Gorleben finden sich Bodendenkmale.

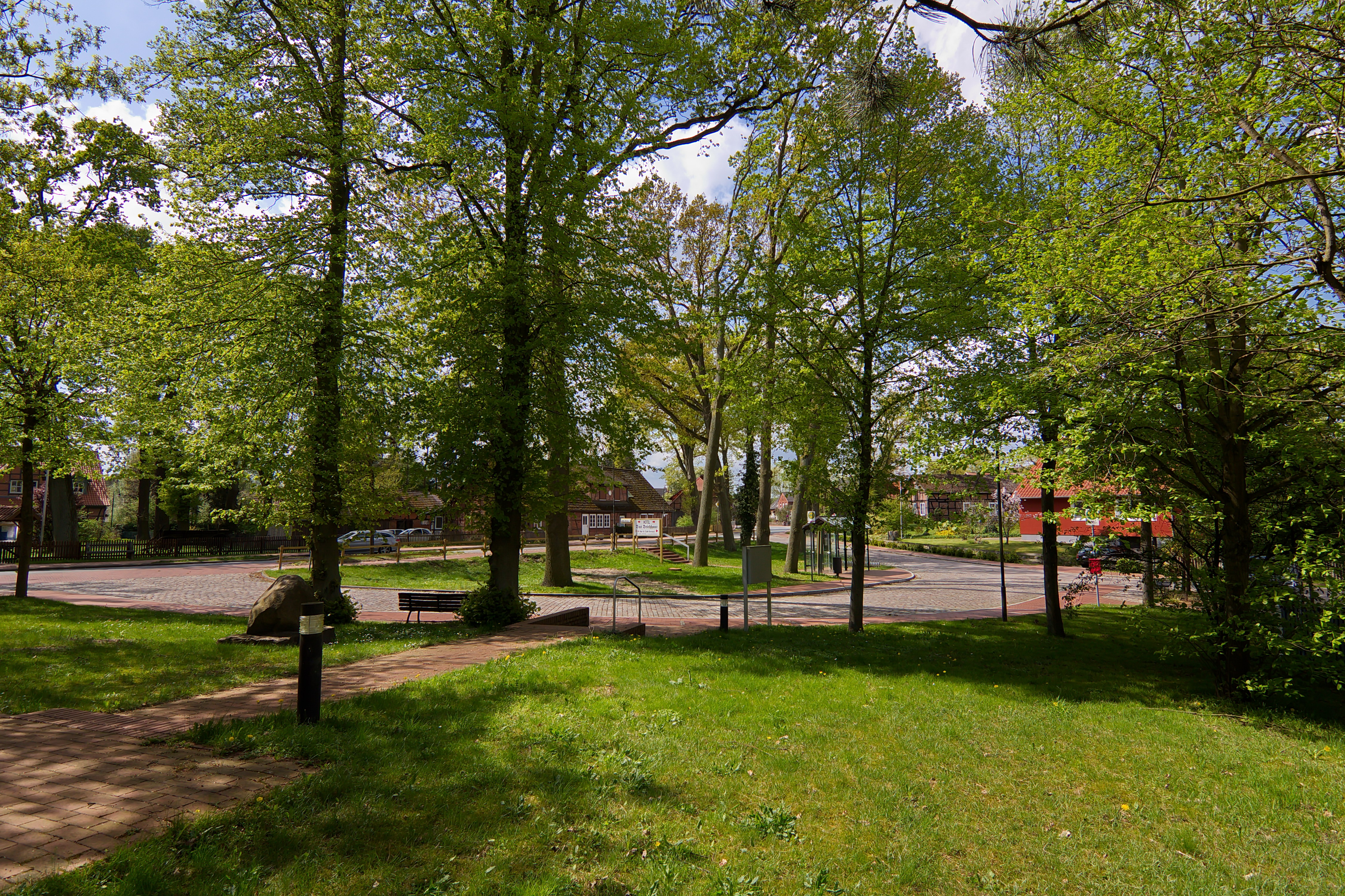
Zentrum Gorleben
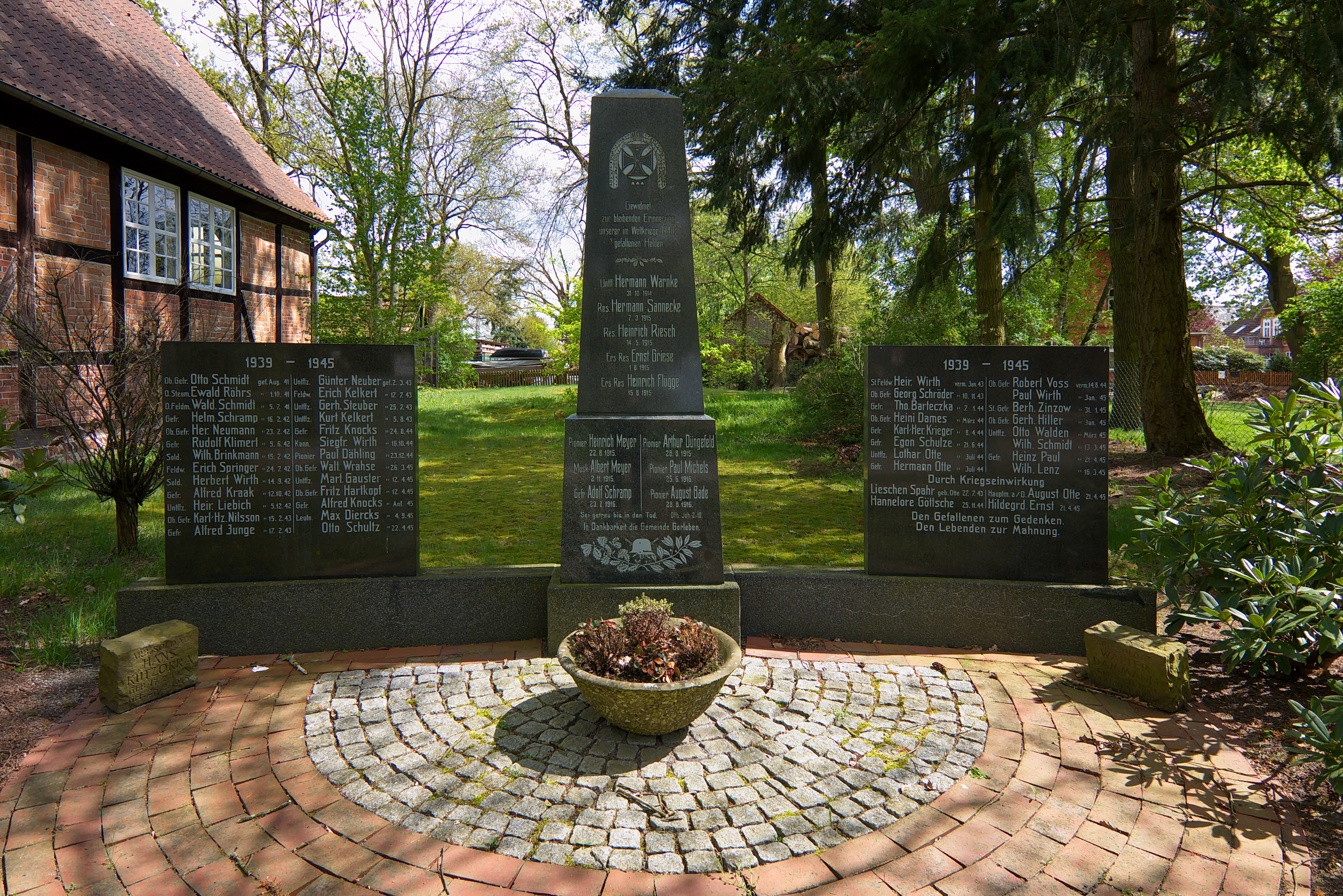
Kriegerdenkmal
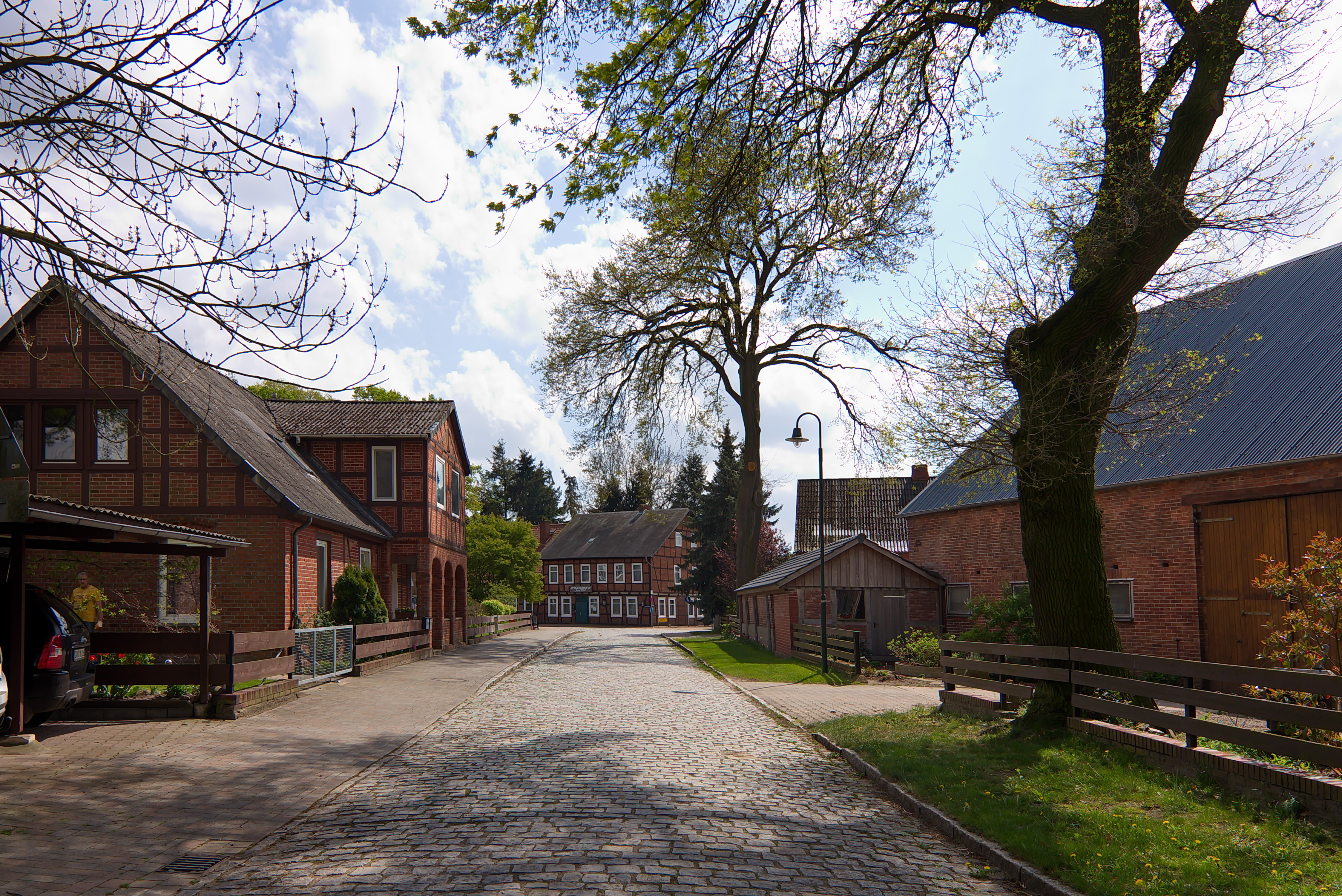
Ortsblick

## Wirtschaft und Infrastruktur
In der Gemeinde sind mehrere  Einrichtungen zur Atommüllentsorgung angesiedelt:
- Brennelemente-Zwischenlager Gorleben
- Abfall-Zwischenlager Gorleben
- Pilot-Konditionierungsanlage Gorleben
- Erkundungsbergwerk Gorleben

## Verkehr

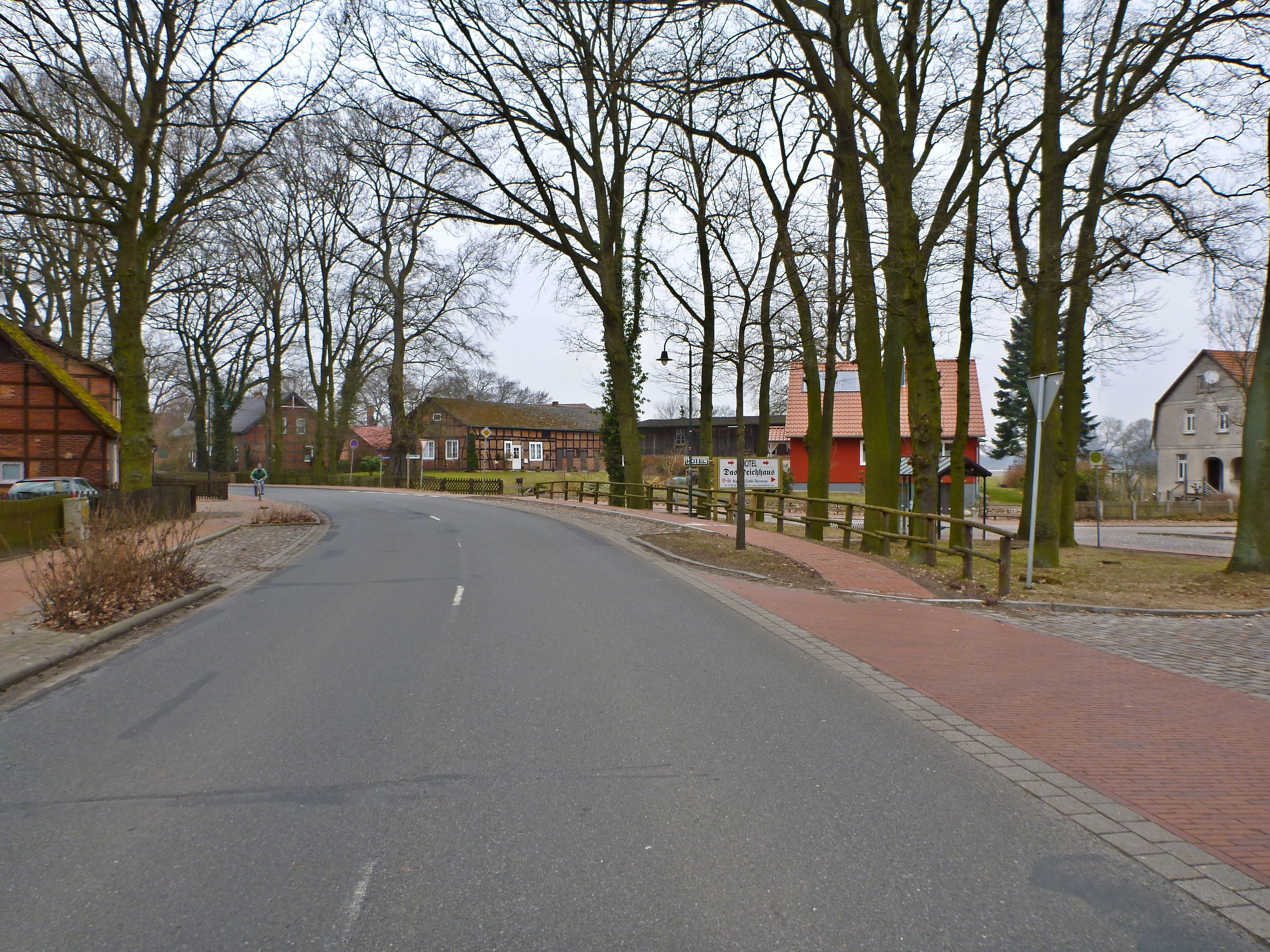
Hauptstraße L256 in der Dorfmitte

Die Landesstraße 256 Dannenberg–Gartow führt durch Gorleben. Am „Gorlebener Haken“, einem Altarm der Elbe, befinden sich ein öffentlicher Sportboothafen und ein Stützpunkt des Wasser- und Schifffahrtsamtes Magdeburg, Außenbezirk Wittenberge.